# Zwak werkwoord (Arabisch)
Zwakke werkwoorden in het Arabisch zijn werkwoorden waarvoor geldt dat minstens een van de radicalen van de wortel van het werkwoord een zwakke medeklinker is. De zwakke medeklinkers zijn waw و en ya ي. Zwakke werkwoorden volgen in hun vervoeging een aantal speciale regels.

## Categorieën
Men onderscheidt de volgende categorieën:
- Eerste radicaal zwak: geassimileerd werkwoord. Voorbeeld: waDa' وضع: leggen.
- Tweede radicaal zwak: hol werkwoord, ook verba mediae infirmae genoemd. Voorbeeld:  ġāba : غاب afwezig zijn.
- Derde radicaal zwak: gebrekkig werkwoord, ook verba tertiae infirmae genoemd. Voorbeeld:  qaDa: قضى doorbrengen.

In sommige zwakke werkwoorden zijn twee van de drie radicalen zwak, bijvoorbeeld wa'ā وعى: beseffen en ra'ā رأى zien.

## Definitie "zwak"
Ten opzichte van talen als het Nederlands geldt voor het Arabisch dat de betekenis van zwak werkwoord min of meer omgekeerd is: zwakke werkwoorden zijn in Germaanse talen die werkwoorden die zich aan bepaalde standaardregels houden, terwijl de Arabische zwakke werkwoorden juist daarvan afwijken.